# Dov Shilansky
Dov Shilansky (en hebreo: דב שילנסקי‎), (nacido Berelis Šilianskis; Šiauliai, 21 de marzo de 1924 - Tel Aviv, 9 de diciembre de 2010) fue un abogado, político israelí, Presidente de la Knéset de 1988 a 1992.

## Biografía
Dov Shilansky nació en Šiauliai, Lituania. Sobrevivió al Holocausto junto a sus tres hermanos y su madre, y se unió al Irgún, operando como líder de la rama de la organización en el sur de Italia. Hizo Aliá en 1948, llegó a Israel en el Altalena y sirvió como oficial de combate en la Guerra de Independencia de Israel. Continuó sirviendo como reservista, combatiendo en la Guerra de los Seis Días y en la de Yom Kippur. Entre 1970 y 1974, fue oficial ejecutivo en "Haga" (Defensa Civil) en Gush Dan, y hasta 1989 fue oficial de educación.
En octubre de 1952, Shilansky fue arrestado cuando intentaba llevar una maleta bomba al Ministerio de Relaciones Exteriores de Israel. Acusado de ser miembro de una organización clandestina anónima que se oponía a las negociaciones de reparación entre Israel y Alemania, fue condenado a dos años de prisión.
Obtuvo un LL.B. de la Universidad Hebrea de Jerusalén y, como abogado, se desempeñó como miembro del Comité de Ética de la Asociación de Abogados de Israel y en la Organización Internacional de Profesionales del Derecho Judío.
Shilansky murió en Tel Aviv el 9 de diciembre de 2010, a la edad de 86 años.

## Carrera política

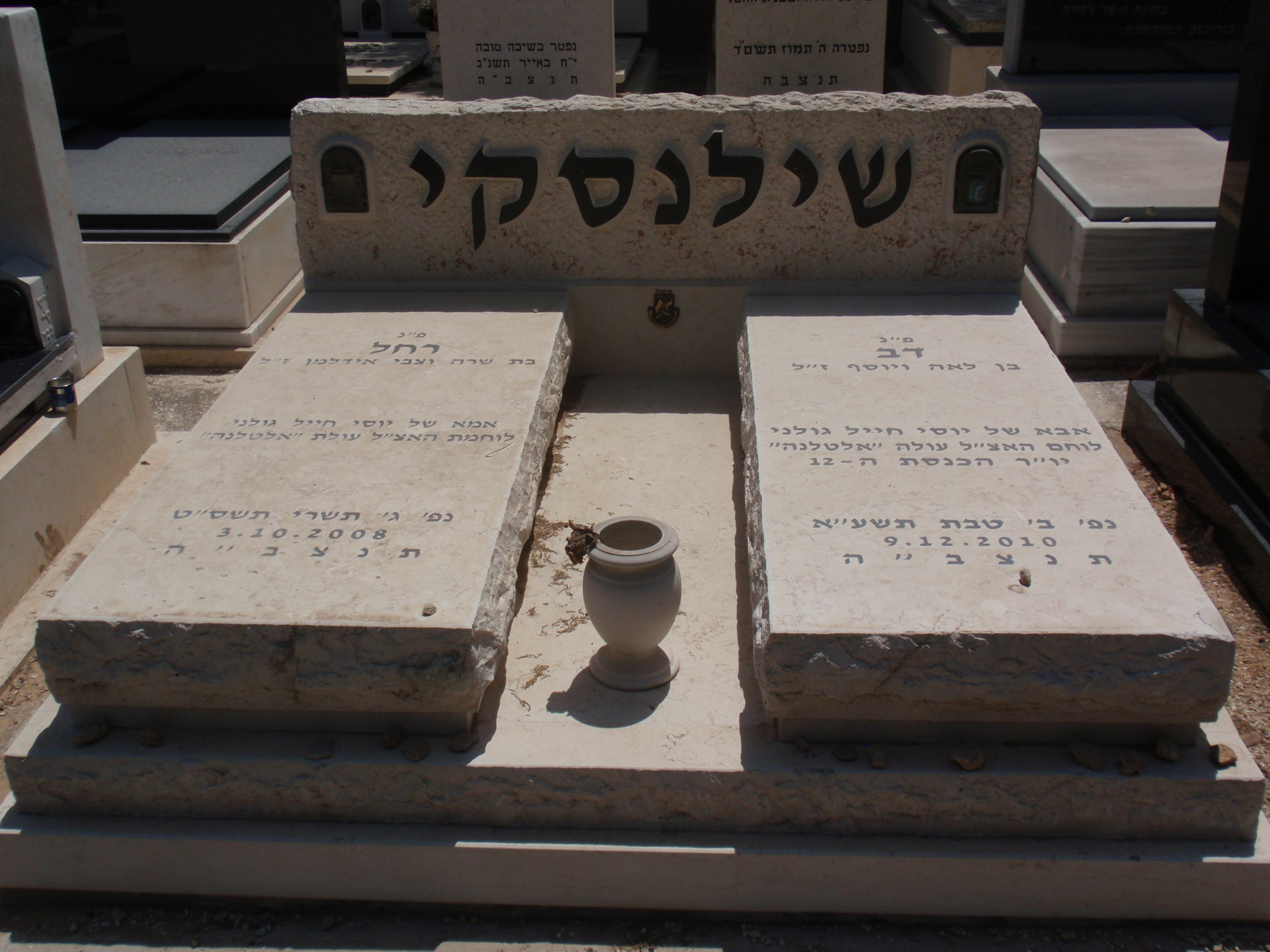
Tumba de Dov Shilansky

En 1977 fue elegido para la Knéset como miembro del Likud y fue designado representante de la Knesset en el Comité para el nombramiento de jueces. Fue reelegido en 1981 y nombrado Viceministro del Ministerio en la Oficina del Primer Ministro.
Después de conservar su escaño en 1984 y luego en 1988, fue nombrado Portavoz de la Knesset. Después de las elecciones de 1992 se desempeñó como vicepresidente. En 1993 fue candidato a presidente, pero fue derrotado por Ezer Weizman por 66 a 53. Perdió su escaño en las elecciones de 1996, pero generalmente se lo incluía en el puesto 120 ceremonial en las listas electorales del Likud.